# Карпівка (Лиманська міська громада)
Ка́рпівка — село в Україні, у Лиманській міській територіальній громаді Донецької області. У селі мешкає 263 осіб.

## Історія
Село вперше згадується на мапі 1788 року.